# Větrov (Vysoký Újezd)
Větrov je malá vesnice, část obce Vysoký Újezd v okrese Benešov. Nachází se asi 1 km na severovýchod od Vysokého Újezdu. V roce 2009 zde bylo evidováno 37 adres. Větrov leží v katastrálním území Vysoký Újezd o výměře 4,07 km².

## Historie
První písemná zmínka o vesnici pochází z roku 1654.
Za druhé světové války se ves stala součástí vojenského cvičiště Zbraní SS Benešov a její obyvatelé se museli 15. září 1942 vystěhovat.